# Vriesea repandostachys
Vriesea repandostachys är en gräsväxtart som beskrevs av Elton Martinez Carvalho Leme. Vriesea repandostachys ingår i släktet Vriesea och familjen Bromeliaceae. Inga underarter finns listade i Catalogue of Life.